# دشت‌خوان گلوسیاه
دشت‌خوان گلوسیاه (نام علمی: Eremomela atricollis) نام یک گونه از سرده دشت‌خوان است.